# 紅尾蚺
紅尾蚺（學名：Boa constrictor）是蛇亞目蚺科蚺屬下的一種蚺蛇，又稱紅尾蟒、巨蚺，無毒，主要分布於中美洲、南美洲及加勒比海附近的一些島嶼。此蛇有多種顏色，而且體型龐大，是相當矚目的蛇類。目前共有9個亞種已被確認，其中哥倫比亞紅尾蚺（B. c. imperator）已獨立出去成為單個物種哥倫比亞紅尾蚺（Boa imperator）。

## 特徵

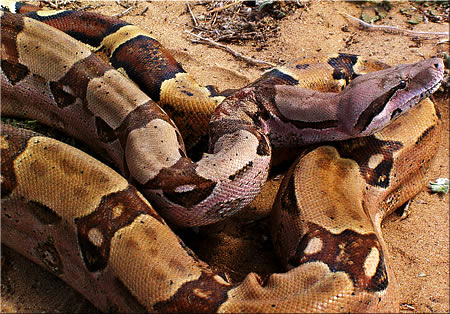
紅尾蚺

成年的紅尾蚺體型大小差異頗大，各亞種的體型並不一致。分布於南美洲的紅尾蚺身體較長，目前在蘇利南有兩條紅尾蚺是至今為止體型最巨大的，分別是411公分及427公分長。然而這種體型畢竟較罕見，一般而言超過300公分長的紅尾蚺，就此種蛇類而言已算巨蛇〈大多都在250公分到300公分〉。紅尾蚺的尾巴相當有力，能抓緊東西。頭部並無熱能感測頰窩。體色方面，紅尾蚺身體多以紅色或棕色為基調，尾部則呈磚紅色。背部以褐黃色的斑紋為主，尾部的斑紋較為淺色。
現今在人工培育下紅尾蚺已有許多體色表現，如：白化、鮭色等等。

## 分布及棲息
紅尾蚺主要分布於墨西哥北部、中美洲（伯利茲、瓜地馬拉、洪都拉斯、薩爾瓦多、尼加拉瓜、哥斯達黎加及巴拿馬）及南美洲（哥倫比亞、厄瓜多爾、秘魯、委內瑞拉、圭亞那、蘇利南、法屬圭亞那、巴西、玻利維亞、烏拉圭及阿根廷）。另外，在小安的列斯群島（多明尼加及聖盧西亞）一帶均能找到牠們的蹤影。其標準產地曾被記載為「印度（Indiis）」，相信是手民之誤。棲息方面，紅尾蚺能適應多種生態環境，由熱帶雨林至乾燥地區均能活躍。

## 行為
紅尾蚺幼蛇會攀爬於林木或矮樹之間，但當牠們逐漸成長，隨著體重增加，會改為於地面行動為主。中美洲的紅尾蚺性情較為暴躁，容易被觸怒並向敵人發出嘶叫聲，甚至輕易作出咬擊；而分布於南美洲的紅尾蚺，性情則較為溫馴。

## 攝食及繁殖
紅尾蚺的捕獵對象甚眾，包括許多種哺乳動物及鳥類，當中尤以鼠類為主。另外，紅尾蚺亦可能會捕食大蜥蜴，甚至大如虎貓亦可能是牠們的獵食對象之一。繁殖方面，紅尾蚺屬於卵胎生蛇類，初生幼蛇的體長已可達38至51公分。
紅尾蚺性情較溫和，屬於受歡迎寵物蛇類之一，在動物園裡亦很常見。一般市面上所見的紅尾蚺多是哥倫比亞紅尾蚺，變異品種也多是以這個亞種培育的。紅尾蚺壽命可達20至30歲，甚至可久達40歲，是需要長期照料的寵物。

## 亞種
| 亞種名         | 學名及命名者                            |
| -------------- | --------------------------------------- |
| 玻利維亞紅尾蚺 | B. c. amarali，(Stull, 1932)            |
| 紅尾蚺         | B. c. constrictor，(Linnaeus, 1758)     |
| 古墓秘魯紅尾蚺 | B. c. longicauda，(Price & Russo, 1991) |
| 厄瓜多爾紅尾蚺 | B. c. melanogaster，(Langhammer, 1983)  |
| 多明尼加紅尾蚺 | B. c. nebulosa，(Lazell, 1964)          |
| 阿根廷紅尾蚺   | B. c. occidentalis，(Philippi, 1873)    |
| 聖露西亞紅尾蚺 | B. c. orophias，(Linnaeus, 1758)        |
| 沃登紅尾蚺     | B. c. ortonii，(Cope, 1878)             |
| 珍珠島紅尾蚺   | B. c. sabogae，(Barbour, 1906)          |

## 外部連結
- （英文）TIGR爬蟲類資料庫：紅尾蚺 （页面存档备份，存于）
- （英文）Boa-constrictors.com （页面存档备份，存于）
- （英文）Red-Tail Boa Care （页面存档备份，存于） at Herp and Green Iguana Information Collection （页面存档备份，存于）